# 城外圣伯多禄堂 (斯波莱托)

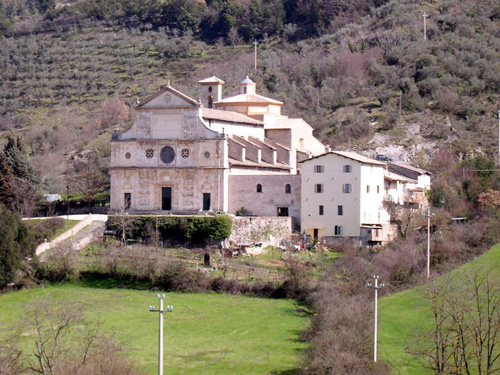
外观

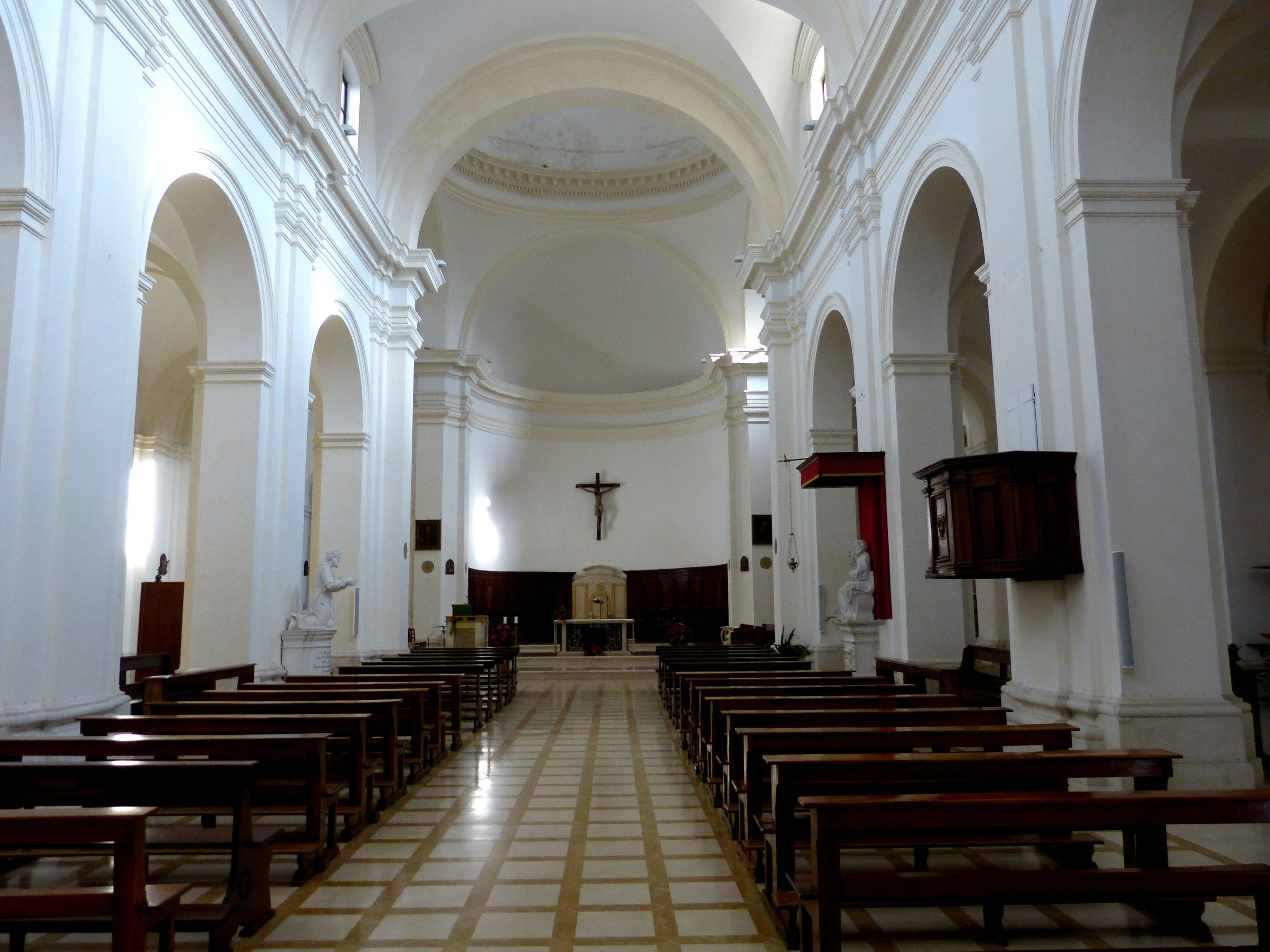
内部

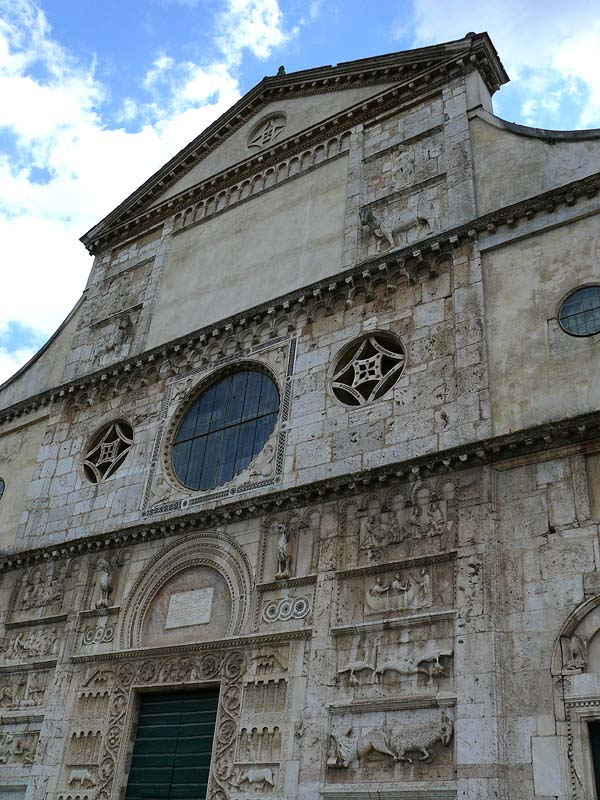
立面

城外圣伯多禄堂（義大利語：San Pietro extra moenia）是一座古老的罗马天主教堂，位于意大利翁布里亚大区的斯波莱托。立面装饰着罗马式雕塑。该堂因位于城墙外而得名。
此处原为古代的墓地，5世纪在此兴建一座供奉伯多禄的教堂，用来保存据称曾经捆绑伯多禄的锁链。现在的建筑建于12世纪－13 世纪。立面装饰华丽，装饰有人物、动物和浮雕，除了描绘伯多禄的生平事迹以外，还有其他一些故事，例如鹿与蛇搏斗。